# Anne de Montmorency-Fosseux
Pour les articles homonymes, voir Anne de Montmorency.
Pour les autres membres de la famille, voir famille Montmorency.
Anne de Montmorency-Fosseux (né à une date inconnue, mort le 3 juin 1592) est marquis de Thury, baron de Fosseux, seigneur de Courtalain et de Lauresse, chevalier de l'ordre du roi, capitaine d'une compagnie de cinquante hommes d'armes de ses ordonnances, premier chambellan de Francois de France, duc d'Alençon et d'Anjou.
En 1592, il se distingue au siège de Rouen au service d'Henri IV, et meurt quelques jours après la levée du siège.

## Ascendance
Hugues Capet → Robert II de France → Henri Ier de France → Philippe Ier de France → Louis VI de France → Robert Ier de Dreux → Alix de Dreux → Gertrude de Nesle-Soissons → Bouchard V de Montmorency → Mathieu III de Montmorency → Mathieu IV de Montmorency → Jean Ier de Montmorency → Charles Ier de Montmorency → Jacques de Montmorency → Jean II de Montmorency → Louis de Montmorency-Fosseux → Rolland de Montmorency-Fosseux → Claude de Montmorency-Fosseux → Pierre Ier de Montmorency-Fosseux → Anne de Montmorency-Fosseux

## Mariage et descendance
En 1572, Anne épouse Marie de Beaune-Semblançay (? - 1611), dame de Châteaubrun, fille de Jean, seigneur de la Tour d'Argy, de Longueville... et d'Anne du Museau (fille de Marie Briçonnet, dame de Prasville). De ce mariage sont nés :
- Pierre II de Montmorency-Fosseux (? - 1615) ;
- François de Montmorency-Châteaubrun (1584 - ?), il n'a que 24 ans lorsque le roi le nomme abbé de l'abbaye Notre-Dame du Tronchet ; ensuite, il est aussi abbé de l'abbaye de Molesme ; il renonce aux deux et à son état ecclésiastique pour épouser Catherine Roger[2] ;
- Jacqueline de Montmorency, épouse en 1610 Florimont de Moulins, seigneur de Rochefort.

## Sources
- L'art de vérifier les dates des faits historiques, des chartes, des chroniques ..., de David Bailie Warden (en), Saint-Allais (Nicolas Viton), Maur François Dantine, Charles Clémencet, Ursin Durand, François Clément, 1818, p. 55